# Sam Dixon
Sam Dixon (1949 – 14. januar 2010 i Port-au-Prince, Haiti) var amerikansk præst, og vicegeneralsekretær i United Methodist-udvalget. Han var søn af Samuel Dixon og Mildred Dixon, og havde tre søstre. I 1975 startede han sit eget ministerium.
Udover at være vicegeneralsekretær var han præst i kirker i North Carolina Sneads Ferry, Durham, og Swansboro. I perioden 1990-1996 tog han pause fra jobbet og blev ansat ved United Methodist North Carolina Annual Conference, i 1996 vendte han tilbage til jobbet igen, men allerede i 1998 trak han sig tilbage igen.
Han døde som følge af Jordskælvet i Haiti i 2010. Da jordskælvet ramte var han netop blevet sat af med bil ved Hôtel Montana, sammen med Clinton Rabb, og Jim Gulley. Hotellet lå i ruiner efter jordskælvet og alle tre blev fundet i ruinerne 55 timer efter jordskælvet. Rapportere havde ellers sagt at Sam Dixon var blevet fundet i live, men senere blev det bekræftet at han var død. Jim Gulley overlevede, men Clinton Rabb døde den 17. januar på et hospital i Florida, som følge af skader.